# インフィニティ・Q30
Q30（キューサーティー ）は、日産自動車の高級車部門であるインフィニティによって製造・販売されていた乗用車である。

## 概要

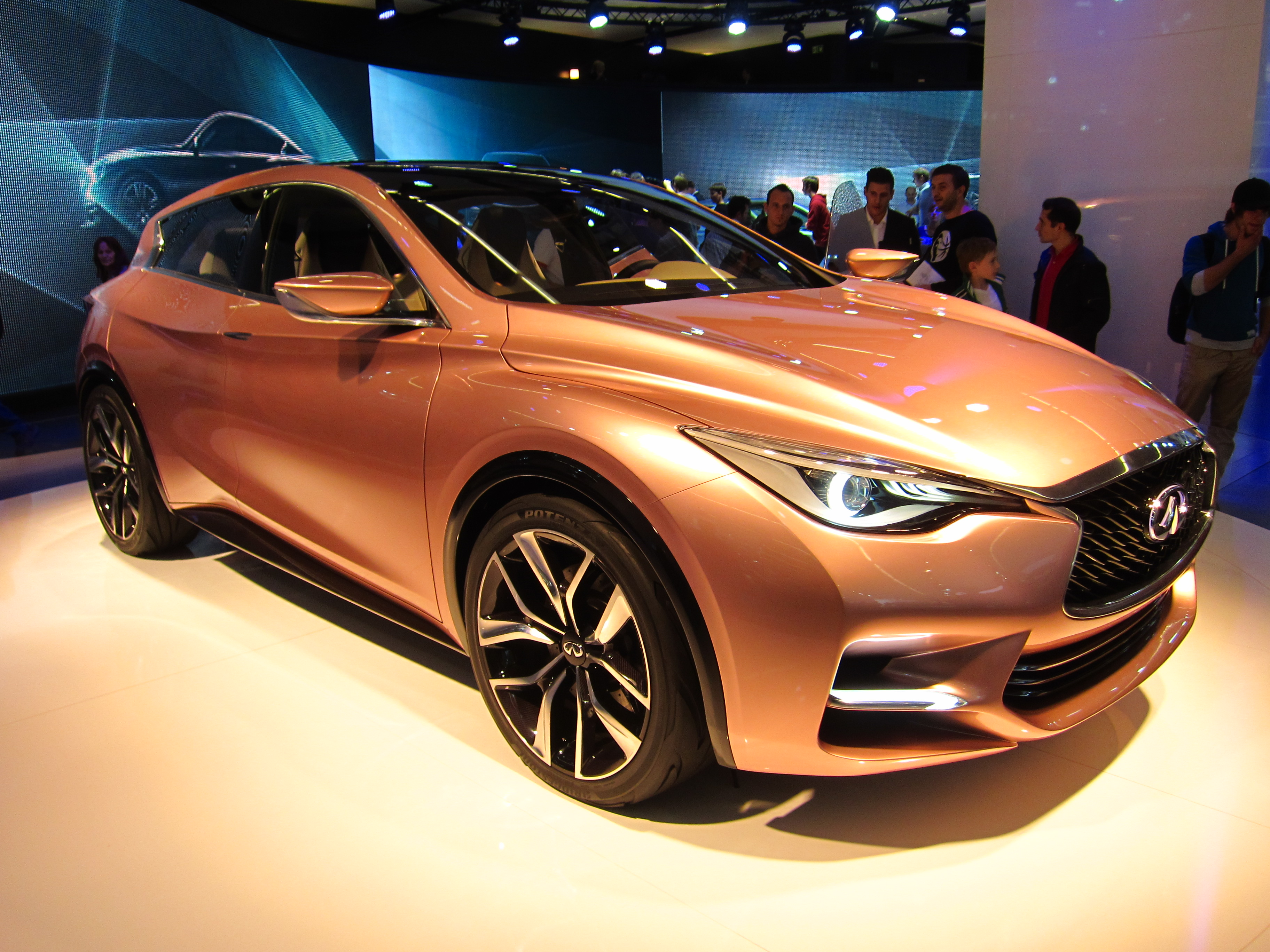
Q30コンセプト

2013年のフランクフルトモーターショーにおいてワールドプレミアとなった「Q30コンセプト」をルーツとし、その後、2015年の同ショーにて市販型に修正したものが発表された。

## 歴史
2015年末より生産を開始し、2016年1月より、欧州圏を皮切りに、順次販売をスタート。オセアニア、中国や韓国、台湾でも販売された。生産は全て、英国日産自動車製造サンダーランド工場。
メカニズムの大半は日産と技術提携しているメルセデス・ベンツのコンパクトハッチバック、Aクラス（W176）をベースとし、開発、内外装のデザインもそれを核に行われた。ルノー・日産アライアンスとダイムラーとのアライアンスの成果で出たモデルとしては、メルセデス・ベンツ・シタン、ルノー・トゥインゴ/スマート・フォーツーおよびフォーフォーに次いで3例目となる。
パワーユニットはAクラスで採用する1.6Lと2.0Lの2種のM270（ともに直4ターボガソリン）、1.5L・直4ディーゼルのOM607（＝K9K）、2.2L・直4ディーゼルのOM651を各市場に応じて用意し、上位グレードにはAWDも設定された。
メルセデス・ベンツのメカニズムをベースとする関係上、ホイールハブは日産系の乗用車では初となるPCD112/5穴を採用する。
2019年、日産は2020年代前半にサンダーランド工場におけるインフィニティブランド車の生産を中止し、同ブランドを欧州（西欧）市場から撤退させることを発表。次期モデル及び生産工場は無い。